# Liste der Einträge im National Register of Historic Places im Lauderdale County (Tennessee)

Lage des Lauderdale Countys in Tennessee

Die Liste der Einträge im National Register of Historic Places im Lauderdale County in Tennessee führt die Bauwerke und historischen Stätten im Lauderdale County auf, die in das National Register of Historic Places aufgenommen wurden.

## Derzeitige Einträge
| [ 2 ] | Name                         | Bild                         | Eintragsdatum        | Lage                                                     | Ort         | Beschreibung |
| ----- | ---------------------------- | ---------------------------- | -------------------- | -------------------------------------------------------- | ----------- | ------------ |
| 1     | Fort Pillow State Park       | Fort Pillow State Park       | 1973 ID-Nr. 73001806 | TN 87 35° 38′ 20″ N, 89° 49′ 56″ W                       | Fort Pillow |              |
| 2     | Lauderdale County Courthouse | Lauderdale County Courthouse | 1995 ID-Nr. 95000343 | Town Square 35° 44′ 45″ N, 89° 31′ 49″ W                 | Ripley      |              |
| 3     | W.E. Palmer House            | W.E. Palmer House            | 1978 ID-Nr. 78002604 | Abseits des U.S. Highway 51 35° 40′ 24″ N, 89° 34′ 35″ W | Henning     |              |
| 4     | US Post Office               |                              | 1988 ID-Nr. 88001582 | 17 East Jackson Avenue 35° 44′ 41″ N, 89° 31′ 39″ W      | Ripley      |              |
| 5     | Wardlaw-Steele House         |                              | 1980 ID-Nr. 80003844 | 128 Wardlaw Place 35° 44′ 31″ N, 89° 31′ 59″ W           | Ripley      |              |